# Anselmella kerrichi
Anselmella kerrichi är en stekelart som först beskrevs av Narayanan, Subba Rao och Patel 1958.  Anselmella kerrichi ingår i släktet Anselmella och familjen finglanssteklar. Inga underarter finns listade i Catalogue of Life.